# Thomas Edison
Thomas Alva Edison (Milan, 11 febbraio 1847 – West Orange, 18 ottobre 1931) è stato un inventore e imprenditore statunitense.

Firma di Thomas Edison

Fu il primo intellettuale che seppe applicare i principi della produzione di massa al processo dell'invenzione. Era considerato uno dei più prolifici progettisti del suo tempo, avendo ottenuto il record di 1 093 brevetti registrati a suo nome, in tutto il mondo, inclusi Stati Uniti, Italia, Regno Unito, Francia e Germania.
Diede origine alla Motion Picture Patents Company (più nota come Edison Trust), compagnia formata dall'unione delle nove maggiori case di produzione cinematografiche dell'epoca. La rivista statunitense Life, in un'edizione speciale doppia, mise Edison al primo posto tra le "100 persone più importanti negli ultimi 1000 anni", evidenziando che la lampada a incandescenza "illumina il mondo". Sebbene altri, Heinrich Göbel e Alessandro Cruto nel 1880, l'avessero preceduto con minor successo, Edison riuscì a commercializzare e diffondere la lampada a incandescenza. 
Edison fu anche protagonista della cosiddetta guerra delle correnti per il controllo del mercato mondiale dell'energia elettrica, che lo oppose a George Westinghouse e Nikola Tesla.

## Biografia

### Giovinezza
Thomas Edison nacque nel 1847 a Milan, nell'Ohio, da Samuel Ogden Edison Jr. (1804-1896) e Nancy Matthews Elliott (1810-1871), e crebbe a Port Huron. Il cognome era stato originariamente "Edeson". Suo nonno John Edeson fuggì dal New Jersey per la Nuova Scozia nel 1784, suo padre si trasferì a Vienna, in Ontario, e fuggì dopo il suo coinvolgimento nella ribellione del 1837. Ultimo di sette fratelli, parzialmente sordo fin dall'adolescenza, si ritirò presto dalla scuola frequentandola fino a 10 anni per iniziare a lavorare e aiutare la famiglia.
Lavorò per un periodo vendendo giornali e dolciumi sui treni, nella macellazione di suini e iniziando un'attività come venditore di frutta e verdura. Intorno al 1860 cominciò a lavorare come operatore telegrafico, stampò e distribuì il The Weekly Herald, il primo periodico composto e stampato su un treno. Il quotidiano The Times pubblicò un articolo su Edison e il suo giornale. Nel 1868 Edison fece domanda per il suo primo brevetto, un registratore di voto elettrico.

### Maturità

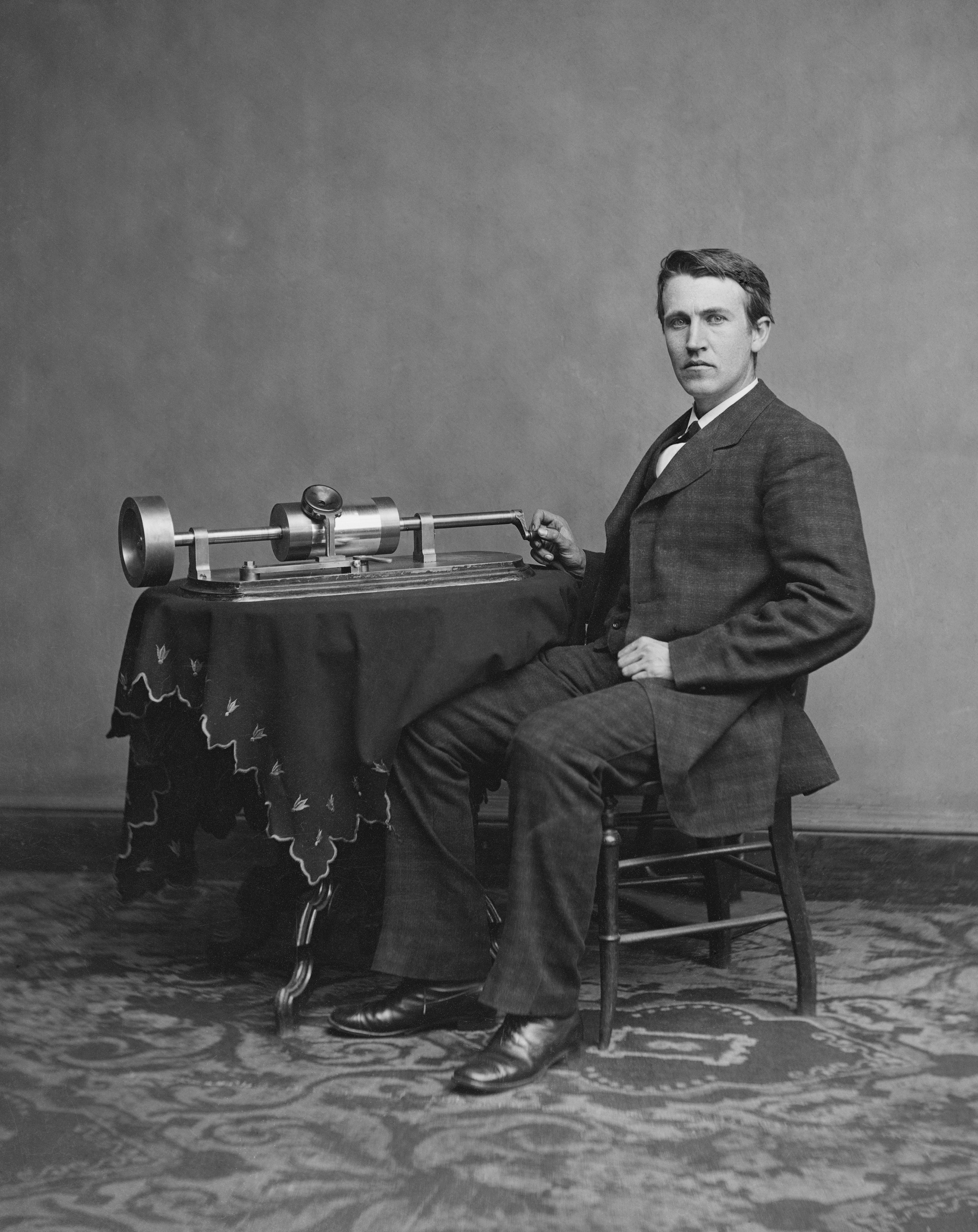
Edison e il fonografo nell'aprile del 1878

La sua carriera d'inventore proseguì quindi a Newark con il tasto telegrafico a ripetizione e migliorando apparecchiature telefoniche, ma l'invenzione che per prima gli fece guadagnare una grande fama fu il fonografo del 1877, primo apparecchio capace di registrare e riprodurre suoni.
Mentre la registrazione di suoni non riproducibili era già stata ottenuta da Édouard-Léon Scott de Martinville (Francia, 1857), e altri inventori, come Charles Cros, stessero meditando sulla nozione che le onde sonore potessero essere registrate e riprodotte, Edison fu il primo che costruì un apparecchio che metteva in pratica queste teorie, ottenendo enorme risonanza da parte della gente comune. Edison divenne noto come "Il mago di Menlo Park", dal nome della città del New Jersey dove risiedeva, ora parte della città di Edison.
Il suo primo rudimentale fonografo registrava le onde sonore su sottili fogli cilindrici in stagno, possedeva una bassa qualità sonora e sovrascriveva la traccia durante la riproduzione, tanto che la si poteva ascoltare una sola volta. Poco tempo dopo venne prodotto da Alexander Graham Bell un modello riprogettato che utilizzava cilindri in cera. La qualità del suono rimaneva bassa e le riproduzioni erano limitate per l'usura della traccia di registrazione, ma l'invenzione divenne popolare. Il grammofono venne inventato da Emile Berliner nel 1887, ma nei primi anni la fedeltà del suono era peggiore dei cilindri fonografici messi sul mercato dalla Edison Records.

#### Menlo Park
Le più importanti invenzioni di Edison nacquero nel suo laboratorio di ricerca di Menlo Park. Fu il primo istituto realizzato con il preciso scopo di produrre costantemente innovazioni tecnologiche e di migliorare quelle già esistenti.
La maggior parte delle invenzioni diedero a Edison fama di inventore, benché egli, nella maggior parte dei casi, si limitasse a sovrintendere alle operazioni dei suoi impiegati. Oltre a ciò, va precisato che avendo una notevole disponibilità economica, acquistava da altri inventori scoperte affini a quelle da lui già create, come alcune modifiche al suo fonografo, che poi, opportunamente perfezionate o riadattate dai suoi collaboratori, venivano successivamente brevettate a suo nome.
Anche quando la qualità delle invenzioni non era straordinaria, grazie al suo spirito imprenditoriale e alla migliore capacità di penetrazione sul mercato. Per esempio, Edison non fu il primo a inventare la lampadina elettrica. Numerosi progetti erano già stati elaborati da Alessandro Cruto, Henry Woodward, Mathew Evans, Joseph Swan, James Bowman Lindsay, William E. Sawyer e Heinrich Göbel.
Dopo aver comprato il brevetto di Woodward ed Evans del 1875, Edison riprese le caratteristiche di questi precedenti lavori e spinse i suoi dipendenti a cercare un nuovo tipo di materiale in grado di aumentare la durata delle lampadine elettriche. Nel 1879 Edison e i suoi collaboratori raggiunsero l'obiettivo di rendere il prodotto commercializzabile. Mentre i primi inventori avevano prodotto l'illuminazione elettrica in laboratorio, Edison fu in grado di portarla nelle case e negli uffici, con una produzione di massa di lampade a lunga durata e ideando un sistema per la generazione e distribuzione dell'elettricità.

#### L'era della luce elettrica

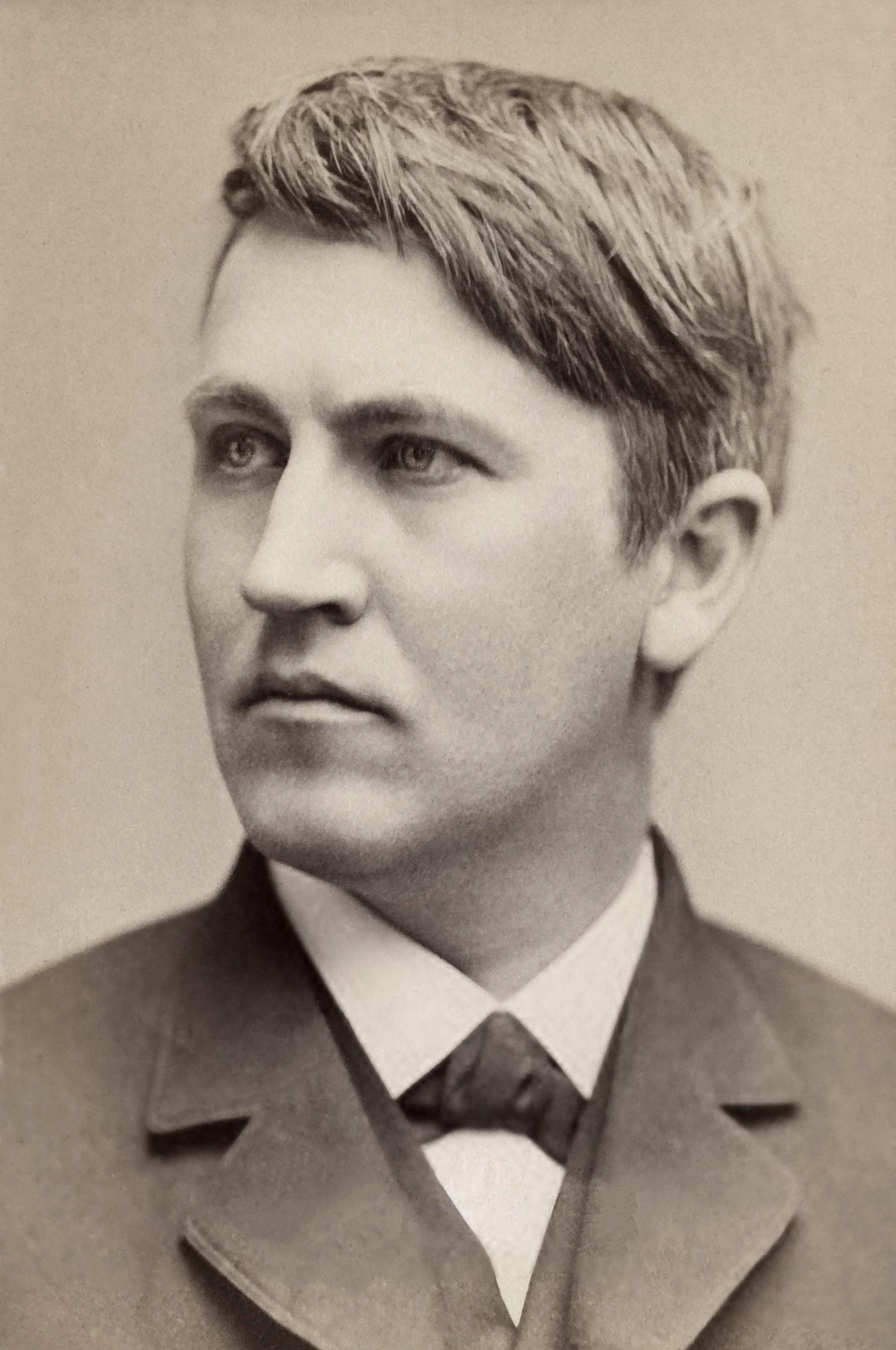
Thomas Edison nel 1878

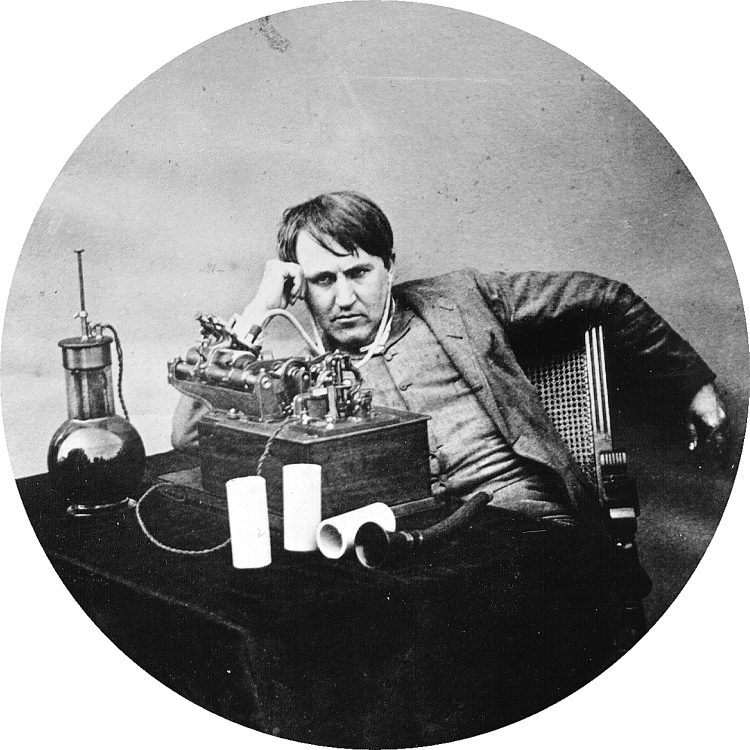
Thomas Edison nel 1889 mentre esegue un ascolto con il suo fonografo "Edison Class M"

Nel 1878, diede il nome di "filamento" al filo che diventa incandescente al passaggio della corrente elettrica. Nello stesso anno creò a New York la Edison Electric Light Company, con un adeguato sostegno finanziario al quale contribuirono anche il banchiere J. P. Morgan e l'imprenditore Cornelius Vanderbilt. Il 31 dicembre 1879 inaugurò in Menlo Park l'illuminazione a incandescenza. Il 27 gennaio 1880 registrò negli Stati Uniti il suo brevetto per la lampada elettrica a incandescenza.
Il 13 febbraio 1880 fu il primo a osservare l'emissione termoionica che venne quindi chiamata effetto Edison.
L'8 ottobre 1883 l'ufficio brevetti degli Stati Uniti dichiarò che il brevetto di Edison non era valido in quanto basato sul lavoro di William Sawyer. Il contenzioso continuò fino al 6 dicembre del 1889 quando un giudice emise una sentenza in cui fu accolto il suo reclamo, relativo al miglioramento di "un filamento di carbone ad alta durata". La ricerca, esposta in A Streak of Luck di Robert Conot (1979), dimostra che Edison e i suoi avvocati nascosero informazioni importanti al giudice eliminando da un taccuino le pagine relative al periodo 7-21 ottobre 1879.
Edison non riuscì a brevettare la sua lampada nel Regno Unito. Dopo aver perso la battaglia legale con Joseph Swan, i due formarono una società chiamata "Ediswan" per commercializzare l'invenzione. Questa impresa e la relativa eredità tecnologica divennero a partire dal 1892 parte della General Electric.
Nel 1880 Edison brevettò il sistema di distribuzione dell'energia elettrica. I primi investitori e utenti della rete furono nel 1882 Pearl Street Station e la città di New York (USA).
Il 25 gennaio 1881 Edison e Alexander Graham Bell fondarono la Oriental Telephone Company.
Il 4 settembre 1882 Edison attivò il primo sistema di distribuzione dell'energia al mondo, fornendo 110 volt in corrente continua (DC) a 59 utenti nella parte bassa di Manhattan, attorno al suo laboratorio di Pearl Street.
Il 19 gennaio 1883 entrò in servizio a Roselle, nel New Jersey il primo sistema d'illuminazione elettrica standardizzato che trasportava l'energia con linee aeree.
Nel 1896 il giovane italiano Arturo Malignani si recò a New York, e Thomas Edison si interessò al suo brevetto sul metodo per produrre il vuoto nelle lampade a incandescenza e lo comprò.
Molto del lavoro che portò al miglioramento delle lampade elettriche fu realizzato da uno dei collaboratori di Edison, Lewis Latimer, un afroamericano.

#### L'epoca della guerra delle correnti
Negli anni iniziali della distribuzione dell'energia elettrica, la corrente continua di Edison era lo standard per gli Stati Uniti ed Edison non era disposto a rinunciare alla rendita derivante dal suo brevetto.
Durante quella che è comunemente definita l'epoca della "guerra delle correnti", dalla fine degli anni 1880 Edison e lo scienziato immigrato serbo Nikola Tesla divennero avversari dando inizio a un'accesa disputa verbale. Edison difendeva il sistema di distribuzione a corrente continua (DC) contro la più efficiente corrente alternata (AC) che Tesla aveva brevettato a Graz in Austria. Tesla, che inizialmente aveva lavorato per Edison, si licenziò e dopo varie traversie trovò il sostegno per le proprie idee in George Westinghouse.
Edison, secondo notizie non certe, con il contributo di uno dei suoi impiegati e partendo dai brevetti di Tesla, costruì la prima sedia elettrica per lo Stato di New York, esaltandone la pericolosità, allo scopo di screditare la corrente alternata. Il mito popolare vuole che Edison abbia inventato la sedia elettrica, nonostante fosse contro la pena capitale, al solo scopo di convincere l'opinione pubblica che la corrente alternata fosse più pericolosa della corrente continua, e che quindi fosse la scelta logica per la sedia elettrica. In realtà la sedia fu soprattutto opera di pochi suoi dipendenti, in particolare di Harold P. Brown, che lavorava a Menlo Park. Edison fece una vasta campagna per scoraggiare l'uso della corrente alternata, rivelatasi una vera e propria campagna di disinformazione.
Edison presenziò personalmente a molte esecuzioni di animali, soprattutto gatti e cani randagi, affinché gli articoli che la stampa pubblicava diffondessero la convinzione che il suo sistema a corrente continua (DC) era più sicuro del sistema a corrente alternata (AC). La serie di esecuzioni ebbe il suo culmine con l'uccisione mediante folgorazione dell'elefantessa Topsy.
A causa della "guerra delle correnti" Edison e Westinghouse rischiarono la bancarotta. Alla fine Edison perse la sua battaglia in difesa della corrente continua di fronte all'innegabile innovazione dei dispositivi a corrente alternata. Era la vittoria del sistema polifase sostenuto da Tesla e da altri, come Charles Proteus Steinmetz della General Electric.
Nonostante la maggiore sicurezza e le minori perdite della distribuzione in corrente continua, questa non si sviluppò a livello nazionale come Edison auspicava. Dagli anni cinquanta, i sistemi di trasmissione ad alta tensione in corrente continua sono poco utilizzati, se non in casi particolari, come l'interconnessione di sistemi di potenza sottomarini, o comunque strettamente "a due capi", quindi con linee dirette e senza sistemi di trasformazione e distribuzione. Dal 1930 la corrente continua viene utilizzata nelle ferrovie italiane, in sostituzione del vecchio sistema trifase.

### Le invenzioni e le idee in economia
Edison fu una mente brillante in quasi tutti i campi: nei suoi diari sono state rinvenute idee e annotazioni riguardanti molteplici campi dello scibile umano, dalla filosofia alla storia; non stupisce dunque che l'inventore avesse maturato idee originali anche in campo economico. I suoi due apporti fondamentali furono rispettivamente nel campo della regolamentazione e in campo monetario.
Il primo tratta di antitrust: Edison si oppose allo Sherman Act sostenendo che le società, di qualsiasi grandezza, devono essere permesse solamente se promuovono il bene comune, e dunque rispettano la legge; inoltre sosteneva che l'applicazione della legge avrebbe causato una produzione di qualità inferiore rispetto al passato.
Il secondo apporto fu lo sviluppo di un sistema economico inedito e quasi completamente ignorato, sviluppato con Henry Ford, il quale prevedeva la possibilità di basare la consistenza monetaria non sull'oro, ma sul lavoro della popolazione, dunque in pratica su alcune commodity fondamentali come il grano, il cotone, il tabacco e altre risorse analoghe. Ma entrambi riconoscevano che non era semplice selezionare specifici prodotti di riferimento. Questo sistema avrebbe permesso di scavalcare, come lo stesso Edison sostiene in un'intervista al New York Times nel 1921, il mercato dei titoli di Stato e la conseguente speculazione, con gli effetti noti.

### L'uomo al lavoro
La storia della lampada elettrica è paradigmatica: molte delle invenzioni di Edison furono in realtà miglioramenti di idee di altri, ottenute con un approccio diligente e una visione industriale sviluppata in gruppi di lavoro.
Egli era il capo indiscusso del team e generalmente non condivideva il merito delle invenzioni. Di sé stesso diceva: "Il genio è l'uno per cento di ispirazione e il novantanove per cento di traspirazione". Nikola Tesla, a proposito del metodo di Edison nella risoluzione dei problemi diceva: "Se Edison deve cercare un ago in un pagliaio procede con la diligenza dell'ape nell'esaminare paglia per paglia, fino a quando trova l'oggetto della sua ricerca. Ero testimone dispiaciuto di tale comportamento, sapendo che un po' di teoria e di calcoli avrebbero evitato il novanta per cento del suo lavoro".
In un incontro verso la fine del 1885 tra Edison, Edward H. Johnson, presidente della Edison Illuminating Company, Charles Batchelor, collaboratore di Edison, e Nikola Tesla, uno del gruppo suggerì di indovinare i loro pesi e Tesla fu indotto a salire uno scalino di una scala. Edison indovinò che Tesla pesava 69 kg (preciso all'oncia: 28,35 g). Johnson confidenzialmente riferì a Tesla che Edison aveva sviluppato questa abilità di indovinare i pesi delle persone a Chicago, dove aveva lavorato per lungo tempo nella macellazione mentre ogni giorno pesava centinaia di maiali.

### Invenzioni "multimediali"
(Thomas Edison , 1913)
Inizialmente si era pensato che Thomas Edison avesse inventato la macchina da ripresa cinematografica, ma fu dimostrato che tale invenzione si deve a William Kennedy Laurie Dickson, comunque ottenuta nei laboratori di Edison. Tuttavia la sua influenza sulla storia della cinematografia va oltre quella di semplice stimolatore di idee.
Fu molto attivo nella produzione di film, al quale si deve lo standard della pellicola (35 mm di larghezza pari a 1 pollice e 3/8, con 4 fori posti sul bordo di ogni immagine). Fece diventare il cinema un mass medium e non solo un'effimera curiosità di breve durata. Realizzò il primo studio cinematografico, il Black Maria nel New Jersey. Qui realizzò il primo film brevettato, Lo starnuto di Fred Ott (Fred Ott era un suo impiegato).
La Francia gli rese omaggio, prima nominandolo Cavaliere e poi Commendatore della Legion d'onore, rispettivamente nel 1878 e nel 1889. Il 30 settembre 1890 Edison ottenne i seguenti brevetti:
- US437422 per la telegrafia[10]
- US437423,[11] US437424,[12] US437426 per il fonografo[13]
- US437425 per il registratore fonografico[14]
- US437427 per un "Method of Making Phonogram Blanks"[15]
- US437428 per un "Apparecchio propulsore per automobili elettriche"[16]

Nel 1891 Thomas Edison costruì il "cinetoscopio": attraverso un piccolo foro nell'apparecchio, delle dimensioni di un armadio, era possibile vedere, al costo di un penny, un breve filmato, come altre curiosità presenti nelle "sale giochi" di allora. Questo era importante per Edison perché cercava un modo per intrattenere la gente che stava ascoltando la musica del suo fonografo. Ora la gente per pochi spiccioli metteva la cuffia, ascoltava la musica e vedeva il filmato.
(La prima frase incisa su un disco su cui poggiava la puntina del fonografo brevettato da Edison)
Più tardi, lo stesso anno, il 29 dicembre Edison brevettava la radio ("trasmissione elettrica di segnali"). Il 9 agosto 1892 ricevette il brevetto per il telegrafo bidirezionale.

### Gli ultimi anni
A West Orange (New Jersey) l'11 febbraio 1893 Edison terminò la costruzione del "Black Maria", il primo studio cinematografico. Tuttavia la Corte d'appello degli Stati Uniti il 10 marzo 1902 decretò che Edison non aveva inventato la macchina da ripresa cinematografica e non poteva esercitare il diritto di monopolio sul suo uso.
Nel 1894 Edison sperimentò l'aggiunta del suono alle immagini dei film con la realizzazione del cinetofono: tale strumento sincronizzava in maniera approssimativa le immagini del cinetoscopio con il suono del fonografo a cilindro. Il cinetofono venne proposto al pubblico nel 1895 e fu rilanciato con una versione differente nel 1913, ma in entrambi i casi non ebbe seguito proprio a causa dell'imperfetta sincronizzazione della traccia sonora con le immagini visive.
Nell'aprile del 1896, il vitascopio di Edison e Thomas Armat furono usati per un film in pubblica visione a New York City. Thomas Edison richiese il brevetto per la sua ultima applicazione, "Holder for Article to be Electroplated", il 6 gennaio 1931 e morì verso la fine dell'anno. Il brevetto venne concesso due anni dopo, nel 1933.
Morì nella sua casa di West Orange il 18 ottobre 1931 a causa del diabete di tipo 2; la sua tomba oggi è locata nell'Edison National Historic Site a West Orange, New Jersey.

## Vita privata
Thomas Edison era deista. Si sposò due volte, la prima nel 1871 con Mary Stilwell (1855-1884), con la quale ebbe tre figli: Marion Estelle, Thomas Jr. e William Leslie, prima che la moglie morisse all'età di 29 anni, probabilmente per febbre tifoide. Si sposò una seconda volta con Mina Miller (1865-1946), ed ebbe altri tre figli: Madeleine, Charles (che prese in mano l'impresa paterna) e Theodore Miller.
Comprò una casa (detta "Glenmont") nel 1886 come regalo di nozze per Mina a West Orange nel New Jersey (dove sono tuttora conservate le ceneri di Thomas e Mina Edison). I 13,5 acri (55 000 m²) della proprietà sono affidati al "National Park Service" come "Edison National Historical Site".

## Le invenzioni
- Kinetoscopio
- Dittafono
- Sedia elettrica (ideazione, realizzata in realtà da Harold P. Brown e Arthur Kennelly)
- Tasimetro (apparecchio per la misura della radiazione infrarossa)

## Miglioramenti del lavoro di Edison
- Lewis Latimer brevettò un metodo migliore nella produzione del filamento delle lampade.
- Emile Berliner sviluppò il grammofono, che essenzialmente è un fonografo migliorato: usa un disco piatto (dove i suoni sono registrati su una spirale) al posto del cilindro di Edison.
- Arturo Malignani, inventore e imprenditore italiano, brevettò nel 1894 un migliore sistema per creare il vuoto all'interno delle lampade a incandescenza, che la stessa Edison italiana acquistò, per poi rivenderla a quella americana, e risulta essere il metodo utilizzato per la fabbricazione di lampadine a vuoto e a gas rarefatti più diffuso al mondo.[22]

## Tributi alla sua memoria
- La città di Edison nel New Jersey e il "Thomas Edison State College" (un collegio conosciuto a livello nazionale per studenti adulti) a Trenton (New Jersey) per onorarlo, portano il suo nome.
- Nella città che porta il suo nome vi è, in suo onore, una "Memorial Tower" e un museo.
- Dal 1969, per le sue ricerche nel campo dell'elettricità, anche utilizzabili in campo automobilistico, è stato inserito nell'Automotive Hall of Fame.
- Sulla Luna è stato chiamato con il suo nome il cratere Edison.
- L'attacco a vite delle comuni lampadine a incandescenza è denominato "Edison", abbreviato E con il numero relativo al diametro dell'attacco (E14 ed E27 i più usati).
- Nelle storie Disney italiane, il personaggio di Edi, l'aiutante di Archimede Pitagorico, ha questo nome proprio in omaggio all'inventore statunitense.
- Nel 2017 è stato fatto un film intitolato Edison - L'uomo che illuminò il mondo in suo onore, diretto da Alfonso Gomez-Rejon.